# 布里奥朗斯河畔布朗克福尔
布里奥朗斯河畔布朗克福尔（法語：Blanquefort-sur-Briolance，法語發音：[blɑ̃kfɔʁ syʁ bʁijɔlɑ̃s]）是法国洛特-加龙省的一个市镇，位于该省东北部，和多尔多涅省接壤，属于洛特河畔新城区。

## 地理
布里奥朗斯河畔布朗克福尔（44°36'0"N, 0°58'12"E）面积41.93 平方千米，位于法国新阿基坦大区洛特-加龍省，该省份为法国西南部内陆省份，北起多爾多涅省，西接吉倫特省和朗德省，南至热尔省，东临塔恩-加龙省和洛特省。
与布里奥朗斯河畔布朗克福尔接壤的市镇（或旧市镇、城区）包括：马泽罗勒、屈佐恩、拉沃尔、苏洛尔、加沃丹、拉卡佩勒比龙、莱芒斯河畔圣弗龙、索沃泰尔拉莱芒斯。

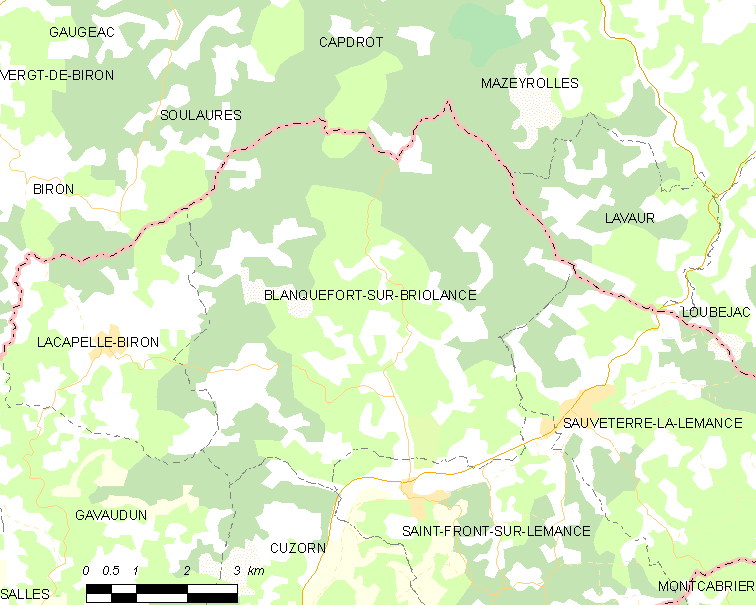
布里奥朗斯河畔布朗克福尔的OSM定位图

布里奥朗斯河畔布朗克福尔的时区为UTC+01:00、UTC+02:00（夏令时）。

## 行政
布里奥朗斯河畔布朗克福尔的邮政编码为47500，INSEE市镇编码为47029。

## 政治
布里奥朗斯河畔布朗克福尔所属的省级选区为勒菲梅卢瓦县。

## 人口

1962-2008年间布里奥朗斯河畔布朗克福尔人口变化图示

布里奥朗斯河畔布朗克福尔于2022年1月1日时的人口数量为517人。